# New Portland
New Portland ist eine Town im Somerset County des Bundesstaates Maine in den Vereinigten Staaten. Im Jahr 2020 lebten dort 765 Einwohner in 581 Haushalten (in den Vereinigten Staaten werden auch Ferienwohnungen als Haushalte gezählt) auf einer Fläche von 114,56 km².

## Geographie
Nach dem United States Census Bureau hat New Portland eine Gesamtfläche von 114,56 km², von der 113,65 km² Land sind und 0,91 km² aus Gewässern bestehen.

### Geographische Lage
New Portland liegt im Südwesten des Somerset Countys und grenzt an das Franklin County. Durch den Westen, später den Süden des Gebietes fließt in südöstliche Richtung der Carrabassett River. In ihn mündet im Osten der Gilman Stream, der den Abfluss des im Nordosten liegenden Gilman Pond bildet. Im Südwesten befindet sich der Gammon Pond. Die Oberfläche ist leicht hügelig, der 338 m hohe Millay Hill ist die höchste Erhebung in der Town.

### Nachbargemeinden
Alle Entfernungen sind als Luftlinien zwischen den offiziellen Koordinaten der Orte aus der Volkszählung 2010 angegeben.
- Norden: Central Somerset, Unorganized Territory, 13,3 km
- Osten: Embden, 11,2 km
- Südosten: Anson, 10,8 km
- Süden: New Vineyard, Franklin County, 5,6 km
- Westen: East Central Franklin, Franklin County, 25,2 km
- Nordwesten: Kingfield, Franklin County, 13,8 km

### Stadtgliederung
In New Portland gibt es mehrere Siedlungsgebiete: East New Portland, Elder Neighborhood, Great Works, New Portland, North New Portland und West New Portland.

### Klima
Die mittlere Durchschnittstemperatur in New Portland liegt zwischen −11,1 °C (12 °F) im Januar und 20,0 °C (68 °F) im Juli. Damit ist der Ort gegenüber dem langjährigen Mittel der USA um etwa 9 Grad kühler. Die Schneefälle zwischen Oktober und Mai liegen mit bis zu zweieinhalb Metern mehr als doppelt so hoch wie die mittlere Schneehöhe in den USA; die tägliche Sonnenscheindauer liegt am unteren Rand des Wertespektrums der USA.

## Geschichte
Als Town wurde New Portland am 9. März 1808 organisiert. Nach der Vermessung wurde das Gebiet als Township No. 2, Second Range North of Plymouth Claim, West of Kennebec River (T2 R2 NPC WKR) bezeichnet. Es wurde auch East Falmouth genannt, da das Gebiet im Jahr 1775 vom Massachusetts General Court den Bewohnern von Portland (damals Falmouth) gegeben wurde, um die Schäden auszugleichen, die durch die Verwüstung durch britische Truppen angerichtet wurden. Besiedelt wurde das Gebiet ab 1785.
Teile des benachbarten Anson wurden im Jahr 1830 hinzugenommen und Teile des Freeman Townships im Jahr 1833. 1834 wurden Teile von New Vineyard hinzugenommen, die jedoch 1835 zurückgegeben wurden.
In New Portland befindet sich eine Drahthängebrücke, die im Jahr 1842 aus Drahtkabeln errichtet wurde, welche aus England angeliefert wurden. Sie wurde 1970 unter Denkmalschutz gestellt.

### Einwohnerentwicklung
| Volkszählungsergebnisse – Town of New Portland, Maine | Volkszählungsergebnisse – Town of New Portland, Maine | Volkszählungsergebnisse – Town of New Portland, Maine | Volkszählungsergebnisse – Town of New Portland, Maine | Volkszählungsergebnisse – Town of New Portland, Maine | Volkszählungsergebnisse – Town of New Portland, Maine | Volkszählungsergebnisse – Town of New Portland, Maine | Volkszählungsergebnisse – Town of New Portland, Maine | Volkszählungsergebnisse – Town of New Portland, Maine | Volkszählungsergebnisse – Town of New Portland, Maine | Volkszählungsergebnisse – Town of New Portland, Maine |
| Jahr                                                  | 1800                                                  | 1810                                                  | 1820                                                  | 1830                                                  | 1840                                                  | 1850                                                  | 1860                                                  | 1870                                                  | 1880                                                  | 1890                                                  |
| ----------------------------------------------------- | ----------------------------------------------------- | ----------------------------------------------------- | ----------------------------------------------------- | ----------------------------------------------------- | ----------------------------------------------------- | ----------------------------------------------------- | ----------------------------------------------------- | ----------------------------------------------------- | ----------------------------------------------------- | ----------------------------------------------------- |
| Einwohner                                             |                                                       | 421                                                   | 817                                                   | 1214                                                  | 1620                                                  | 1460                                                  | 1554                                                  | 1454                                                  | 1271                                                  | 1034                                                  |
| Jahr                                                  | 1900                                                  | 1910                                                  | 1920                                                  | 1930                                                  | 1940                                                  | 1950                                                  | 1960                                                  | 1970                                                  | 1980                                                  | 1990                                                  |
| Einwohner                                             | 913                                                   | 882                                                   | 840                                                   | 818                                                   | 765                                                   | 733                                                   | 620                                                   | 559                                                   | 651                                                   | 789                                                   |
| Jahr                                                  | 2000                                                  | 2010                                                  | 2020                                                  | 2030                                                  | 2040                                                  | 2050                                                  | 2060                                                  | 2070                                                  | 2080                                                  | 2090                                                  |
| Einwohner                                             | 785                                                   | 718                                                   | 765                                                   |                                                       |                                                       |                                                       |                                                       |                                                       |                                                       |                                                       |

## Kultur und Sehenswürdigkeiten

### Bauwerke
In New Portland wurde ein Bauwerk unter Denkmalschutz gestellt und ins National Register of Historic Places aufgenommen.
- New Portland Wire Bridge, 1970 unter der Register-Nr. 70000065.[10]

## Wirtschaft und Infrastruktur

### Verkehr
Durch New Portland verläuft die Maine State Route 16 parallel zum Carrabassett River und die Maine State Route 27 parallel zum Gilman Stream in nordsüdlicher Richtung. Die Maine State Route 146 stellt die Verbindung in westöstliche Richtung her.

### Öffentliche Einrichtungen
Es gibt keine medizinischen Einrichtungen in New Portland. Die nächstgelegenen befinden sich in Bingham und Madison.
In New Portland befindet sich die New Portland Community Library in der River Road.

### Bildung
New Portland gehört mit Anson, Embden, Solon und Jobs zum RSU #74 School District.
Im Schulbezirk werden mehrere Schulen angeboten:
- Solon Elementary School in Solon, Pre-Kindergarten bis zur 5. Schulklasse
- Garret Schenck Elementary School in Anson, mit Schulklassen von Pre-Kindergarten bis 5. Schuljahr
- Carrabec Community School in North Anson, mit Schulklassen von Kindergarten bis 8. Schuljahr
- Carrabec High School in North Anson, mit den Schulklassen 9 bis 12

## Persönlichkeiten

### Söhne und Töchter der Stadt
- Peter Percival Elder (1823–1914), Politiker
- Abram P. Williams (1832–1911), Politiker